# Energiefachwirt
Energiefachwirt ist ein öffentlich-rechtlich anerkannter Abschluss auf Meisterebene, der nach einer erfolgreich absolvierten branchenbezogenen kaufmännischen Aufstiegsfortbildung nach dem deutschen Berufsbildungsgesetz vergeben wird. Die Prüfung erfolgt vor dem Prüfungsausschuss einer Industrie- und Handelskammer (IHK).
Für die Weiterbildungsprüfung zum Energiefachwirt gibt es keine bundeseinheitlichen rechtlichen Regelungen. Von den zuständigen Industrie- und Handelskammern wurden jedoch besondere Vorschriften erlassen.

## Arbeitsgebiete und Aufgaben
Energiefachwirte sind vor allem in Unternehmen der Energiewirtschaft beschäftigt. Typische Unternehmen sind Energieversorgungsunternehmen, Netzbetreiber oder Fernwärmeerzeuger. Darüber hinaus können sie auch in Betrieben der energieintensiven Industrien, zum Beispiel aus den Branchen Baustoffe, Chemie oder Stahl, tätig sein. Energiefachwirte übernehmen qualifizierte Fach- und Führungsaufgaben wie Energiedatenmanagement, Energieeinkauf- und handel oder etwa Kundenberatung.

## Fortbildungsinhalte
Wirtschaftsbezogene Qualifikationen
- Volks- und Betriebswirtschaft
- Rechnungswesen
- Recht und Steuern
- Unternehmensführung

Handlungsspezifische Qualifikationen
- Rahmenbedingungen für die Energiewirtschaft
- Energierecht und Energiepolitik
- Energiemarketing und Vertrieb
- Betriebsspezifisches Management

## Fortbildungsdauer
Die Fortbildung schließt mit einer Prüfung vor einem Ausschuss der Industrie- und Handelskammer ab. Vorbereitungskurse auf die Weiterbildungsprüfung werden vor allem von privaten Bildungsträgern angeboten; sie können in Vollzeit oder berufsbegleitend absolviert werden und dauern in der Regel zwischen 10 und 24 Monate. Für die Zulassung zur Prüfung ist die Teilnahme an einem Vorbereitungskurs nicht verpflichtend.

## Prüfungszulassungsvoraussetzungen
Zur Teilprüfung Wirtschaftsbezogene Qualifikationen kann zugelassen werden, wer
- eine erfolgreich abgelegte Abschlussprüfung in einem anerkannten mindestens dreijährigen kaufmännischen oder verwaltenden Ausbildungsberuf oder
- eine erfolgreich abgelegte Abschlussprüfung in einem sonstigen anerkannten mindestens dreijährigen Ausbildungsberuf und danach eine mindestens 12-monatige Berufspraxis oder
- eine erfolgreich abgelegte Abschlussprüfung in einem anerkannten Ausbildungsberuf und danach eine mindestens zweijährige Berufspraxis oder
- eine mindestens dreijährige Berufspraxis

nachweist.
Zur Prüfung der Teilprüfung Handlungsspezifische Qualifikationen kann zugelassen werden, wer die Teilprüfung Wirtschaftsbezogene Qualifikationen erfolgreich abgelegt hat und
- eine mit Erfolg abgelegte Abschlussprüfung als Industriekaufmann, Bürokaufmann, Informatikkaufmann, Groß- und Außenhandelskaufmann, Kaufmann für Bürokommunikation, Systemkaufmann oder Fachinformatiker oder Systemelektroniker und danach eine mindestens einjährige Berufspraxis oder
- eine abgeschlossene Berufsausbildung in einem anderen Beruf und eine zweijährige Berufserfahrung oder
- insgesamt eine mindestens fünfjährige Berufspraxis ohne abgeschlossene Berufsausbildung

nachweist.

## Prüfungsdurchführung und Abschluss
Die schriftlichen Prüfungen im Bereich der wirtschaftsbezogenen Qualifikationen  sollen mindestens 60 und höchstens 90 Minuten dauern. Selbiges gilt für die schriftlichen Prüfungen im Bereich der handlungsspezifischen Qualifikationen. Hinzu kommt hier noch eine mündliche Prüfung. Diese besteht aus einem situationsbezogenen Fachgespräch. Der Prüfungsteilnehmer wählt hierfür ein Thema aus dem Bereich der handlungsspezifischen Qualifikationen aus – in der Regel aus dem Teilgebiet Betriebsspezifisches Management. Die Prüfungsdauer beträgt einschließlich der Vorbereitungszeit höchstens 60 Minuten.
Nach erfolgreichem Abschluss beider Prüfungsteile vergibt die prüfende Industrie- und Handelskammer den öffentlich-rechtlich anerkannten Abschluss Geprüfter Energiefachwirt IHK.

## Finanzielle Förderungsmöglichkeiten
Teilnehmer von Fortbildungslehrgängen zum Energiefachwirt können zur Förderung der Lehrgangs- und Prüfungsgebühren Leistungen über das „Meister-BAföG“ gemäß dem Aufstiegsfortbildungsförderungsgesetz beantragen.